# Station Biggleswade
Biggleswade is een spoorwegstation van National Rail in Biggleswade, Central Bedfordshire in Engeland. Het station is eigendom van Network Rail en wordt beheerd door Govia Thameslink Railway. Het station is oorspronkelijk gebouwd in 1850 met twee perrons, in 1901 is het station herbouwd met vier perrons.